# كاساس دي دون أنتونيو
بلدية كأساس دي دون أنتونيو (بالإسبانية: Casas de Don Antonio)‏، هي بلدية تقع في مقاطعة قصرش والتي تقع في منطقة إكستريمادورا، غرب إسبانيا.
يبلغ عدد سكانها 218 نسمة وفقاً لإحصائية سنة (2002).